# Amando de Ossorio
Amando de Ossorio Rodríguez (La Coruña, 6 de abril de 1918-Madrid, 13 de enero de 2001) fue un director de cine español. Es considerado, junto con Paul Naschy, Chicho Ibáñez-Serrador, Jesús Franco o León Klimovsky, uno de los más importantes realizadores del denominado fantaterror. Es conocido por su tetralogía de películas conocidas como "La tetralogía de los templarios".

## Biografía

### Primeros años
Nace en el seno de una familia de clase media-alta. Su padre, llamado también Amando de Ossorio, era Delegado de Hacienda y un activo personaje de la escena cultural coruñesa. En 1920 su madre María, da a luz a la que será su única hermana, Isabel. Amando fue un niño enfermizo afectado de frecuentes problemas respiratorios por los que la familia se vio obligada a veranear en el campo, para ser más exactos en Órdenes, una localidad próxima a Santiago de Compostela.
Sus primeros años estuvieron marcados por la proximidad al domicilio paterno del Cine París, una sala regentada por Villar de Franco, empresario que se resistía a la implantación del cine sonoro. Así, Amando pudo ver, bien entrados los años treinta, clásicos del cine mudo como El hijo del Caíd (1926) o las producciones de la Metro con Greta Garbo. En el cine Savoy, el cual tuvo que cambiar de nombre por imposiciones franquistas y pasó a llamarse Yavoy (para aprovechar las letras luminosas), pudo ver sus primeras películas sonoras: musicales como El desfile del amor de Ernst Lubitsch o, lo que es más importante para su carrera futura, los clásicos de terror de la Universal como Drácula de Tod Browning o Frankenstein de James Whale, que dejaron una profunda impresión en el joven. 
La guerra civil pasa por su vida con cierto sigilo, puesto que le declaran inútil por problemas intestinales y no ha de marchar al frente. Pierde contacto durante estos años con su amigo el actor Fernando Rey, que vivía en su misma calle, y en 1937 muere su madre Doña María Rodríguez Lemos. Mientras tanto la vida de Amando sigue los cauces marcados por su progenitor: tras el bachillerato estudia un año de comercio y un año de inglés. El padre observa la devoción de su hijo por el cinematógrafo no viendo con muy buenos ojos esas tendencias modernas en sus aficiones artísticas. Con apoyo del periodista Enrique Mariñas, se dedica por aquel entonces a adaptar obras clásicas de la literatura para Radio Nacional.

"Sí es una pena que en este país no se tenga más en cuenta a los que tuvieron una gran vocación y a los que entregaron su vida sencillamente. Porque Amando de Ossorio entregó su vida al cine."
Manuel Pulido (Amando de Ossorio "El Último Templario") 

### Primera estancia en Madrid
En 1942 decide marcharse a Madrid para realizar estudios de periodismo y trabajar en la capital al igual que hacía en La Coruña. Esta primera estancia en Madrid marcará su vida y le dará un rumbo nuevo. Sus inquietudes cinematográficas se materializan con la realización de dos cortometrajes: El misterio de la endemoniada (1942) y El último carnaval (1942). Con estos trabajos toma contacto con el productor Pedro de Juan que, diez años después, le encargará algunos guiones. La aventura en la capital de España termina tras presentarse a unas oposiciones del Banco Español de Crédito. Es admitido y debe trasladarse inmediatamente a La Coruña porque la entidad va a abrir una nueva sucursal allí.
De vuelta a su ciudad natal, Ossorio se convierte en un referente cultural. Abre cerca de la Calle Estrecha de San Andrés un estudio de fotografía donde pasa todas las tardes después de su trabajo en el banco. Allí organiza tertulias a las que asisten -entre otros- el escritor Mariano Tudela, los pintores Laxeiro y Urbano Lugrís, el pianista Rafael Vázquez Sebastiá, o personajes de relevancia en el mundo cultural de la ciudad como Julio Ponte, María Victoria Fernández de España, Mariano García Patiño o Álvaro Cebreiro. Colabora en La Voz de Galicia y sigue con su labor en Radio Nacional realizando ahora un programa semanal llamado La Provincia en el que pintores, arquitectos, escritores o políticos son sus principales invitados.

Evidentemente su padre no quería en ningún caso que el se dedicase a, digamos, a la bohemia y a hacer cine. Por eso se vio obligado a ingresar en un banco. El hombre debió pasarlo muy mal allí las horas de trabajo. Yo recuerdo que en cuanto salía del banco se iba corriendo al estudio. Allí organizaba tertulias."
Manuel Pulido (Amando de Ossorio "El Último Templario") 

### Segunda estancia en Madrid
En 1949 deja la ciudad para instalarse definitivamente en Madrid. En la capital vuelve a ponerse en contacto con el mundo cinematográfico y su primer objetivo es integrarse en su vida cultural. Recurre a curiosas tácticas de promoción personal, como la que empleaba en el Café Gijón, centro de tertulias intelectuales de posguerra, donde pagando una pequeña cantidad al camarero, éste vociferaba su nombre por todo el local chillando "¡Señor Amando de Ossorio, al teléfono!", lo que le convirtió en un personaje famoso durante algunos años, aunque sólo fuese de oídas. Sus inquietudes plásticas toman cuerpo en las clases recibidas por el pintor Eduardo Chicharro Briones. En el estudio de este artista llegará -además de a pintar- incluso a vivir. El teatro es otra de sus grandes pasiones y en aquellos años asiste a estrenos como el de Historia de una escalera de Antonio Buero Vallejo.
En 1950, antes de entrar en la Escuela Oficial de Cine, es director del mediometraje Noche de embrujo. No terminará sus estudios en dicho centro ya que su actividad profesional se lo impide. Sigue colaborando en Radio Nacional de España en Madrid donde realiza guiones y pequeñas intervenciones hasta que es contratado y entra en su cuadro de personal el 1 de enero de 1951. Otra fuente importante de ingresos para su economía será la publicidad: entre 1956 y 1960 trabaja como realizador de la recién creada Movierecord, donde se producen reportajes para proyectar en salas de cine, por los que Ossorio además de una cantidad fija cobra cinco pesetas por cada metro de película aceptada por el cliente.

### Trayectoria fílmica
A principios de los años cincuenta de Ossorio retoma los contactos que desde sus primeros cortometrajes había tenido con el productor Pedro de Juan. Éste le encarga un guion para la nueva película de Antonio Román, que finalmente se titulará Último día (1952). Amando de Ossorio renegaría de la mayoría de guiones en los que intervino durante este periodo porque sus ideas eran desvirtuadas y alteradas por los directores que, finalmente y en muchos casos, ni lo acreditaban: Bajo el cielo de España (1952), Cabaret (1952), La ciudad de los sueños (1954) o El ejército blanco (1959), son algunos de los títulos donde colabora. Estas experiencias como guionista y sus deseos por dirigir, le hacen tomar la decisión de ponerse de nuevo tras la cámara.

"Lo que Ossorio hizo fue incorporar mitos y leyendas al cine. El tenía una gran facilidad para transformar esta mitología o esta especie de cultura popular. Creo que ahí influía mucho el carácter suyo gallego".
José Antonio Pére Giner (Amando de Ossorio "El Último Templario") 

La bandera negra (1956) es su primer largometraje y marcará un punto de inflexión en su vida profesional. Su carácter experimental y los problemas surgidos con la censura de la época, que impiden su estreno al ser una denuncia de la pena de muerte vigente entonces, sumen a Ossorio en un período de ostracismo cinematográfico, a pesar de lo que no cesa su actividad. Sigue en contacto con la vida bohemia del Madrid de los años cincuenta, participa en diversas tertulias entre las que se encuentran las del Café Gijón encabezada por Buero Vallejo, el Club América, o las del Café Estoril donde acudían las gentes del cine ya que el local pertenecía al hermano de Cesáreo González dueño de Suevia Films.
En 1962 contrae matrimonio con María Luisa Pelegrín a la que había conocido en Radio Nacional. María Luisa trabaja en la emisión para América del canal y pasará la mayor parte de su vida laboral como encargada del archivo musical de la emisora. 
Ossorio vuelve a probar suerte en el mundo del cine realizando numerosas películas de encargo con el objetivo de intentar conseguir financiación para su proyecto personal más inmediato. Con esta intención dirige varias películas en las que se incluyen spaghetti western, como La tumba del pistolero (1964) o Rebeldes en Canadá (1965), comedias musicales al servicio de cantantes como La niña del patio (1967) protagonizada por Estrellita Castro o dramas juveniles como Escuela de enfermeras (1968) con Paloma Valdés y Carlos Larrañaga. 
Finalmente logra rodar su proyecto más personal: Malenka, la sobrina del vampiro (1968). Película de terror protagonizada por Anita Ekberg, Gianni Medici y Diana Loris narra la historia de una hermosa virgen que tras heredar un castillo descubre que entre sus habitantes se incluyen un extraño noble y un grupo de guapas mujeres que sospecha que pueden ser vampiros. La cinta, rodada en inglés y con vocación internacional, gozó de buena acogida comercial en la taquilla española acreditando la venta de más de 500.000 entradas en taquilla.

"Aquí se habló mucho de esa película porque traer a Anita Ekberg aquí, a rodar una película, era también una cosa totalmente novedosa. Además desde el punto de vista de producción era interesantísimo porque Anita Ekberg era Anita Ekberg."
Modesto Pérez Redondo (Amando de Ossorio "El Último Templario") 

En julio de 1971 Ossorio pasa de Radio Nacional al NO-DO. Este traslado le permite mayor libertad de horarios para poder rodar sus películas: es precisamente en esta época cuando realizará la mayor parte de sus obras y las consideradas de mayor interés.

"Entonces tanto Paul Naschy, como Jesús Franco, como Amando de Ossorio o Ibañez Serrador efectivamente encuentran la coyuntura propicia para el cine que les interesa."
Carlos Aguilar (Amando de Ossorio "El Último Templario") 

Entre 1971 y 1977 dirige ocho filmes entre los que figuran la tetralogía denominada «Templarios Ciegos» considerada una de las creaciones autóctonas del cine fantaterrorífico español: La noche del terror ciego (1972), El ataque de los muertos sin ojos (1973), El buque maldito (1974) y La noche de las gaviotas (1975).

"El cine de género español crea entonces tres personajes emblemáticos que ya forman parte de la historia del género hasta (los personajes de) la Universal: el primero lo crea Jesús Franco en el año 1961 y es el Doctor Orloff; el segundo lo crea Paul Naschy en el año 1968 y es el hombre lobo Waldemar Daninsky; y el tercero son los Caballeros Templarios que crea Ossorio con la primera aportación al género."
Carlos Aguilar (Amando de Ossorio "El Último Templario") 

Fuera de las tetralogía de Ossorio continua dirigiendo películas de terror de bajo presupuesto como Las garras de Lorelei (1973). Es el auge del terror en España en el que Ossorio no tendrá dificultades para realizar sus proyectos aunque cuente con presupuestos modestos, equipos técnicos reducidos y pocas semanas para la filmación de las películas. Sus ingresos paralelos le permiten subsistir dentro de la industria del cine español de la época. 

"Yo veo en muchas películas de Amando de Ossorio que precisamente el gran defecto, el gran fallo de esas películas, es la carencia de medios ¿no?."
Paul Naschy 

La noche de los brujos (1974), ambientada en África pero rodada en un estudio en Madrid, protagonizada por Bárbara Rey. 

"Eran películas de bajo presupuesto que se rodaban en 4 o 5 semanas como máximo. Películas con directores que eran generalmente Ossorio, Klimovsky, Miguel Iglesias o Carlos Aured. Directores que sabían muy bien lo que querían y que sabían la funcionalidad del producto que estaban haciendo. Sabían que no iba a ir a ningún festival pero sabían que era un producto que se podía vender razonablemente bien."
Modesto Pérez Redondo (Amando de Ossorio "El Último Templario") 

La endemoniada (1975) película en este caso rodada en una semana que trataba de aprovechar el éxito de El exorcista (1973) dirigida por William Friedkin.  

"En España un puñado de directores se empeñó, allá por los años 70 más o menos, en crear películas de terror sin tener medios económicos suficientes. Pero, eso sí, con grandes dosis de fantasía, enormes dosis de voluntad, enormes dosis de afición. Ellos crearon una serie de títulos venerados hoy por milesde cinéfilos de todo el mundo. Era un cine declaradamente comercial entregado a una época y un público sin pretensiones.(...) Amando de Ossorio (...) un modesto pero muy respetable director de cine."
Chicho Ibáñez Serrador (Amando de Ossorio "El Último Templario" ) 

Esta situación personal ofrece la clave de la súbita parada en su producción tras el estreno de la película de aventuras Las alimañas (1977), protagonizada por Rosa Valenty, cuando los productos de terror son sustituidos por los de destape y las comedias herederas del Landismo. Ossorio, encuadrado en el género fantaterrorífico, no hará ningún esfuerzo por entrar en la nueva dinámica del cine español predemocrático. 

"Yo tengo mi palabra de honor. Si yo voy a un despacho y digo una cosa pues yo sigo con eso. "Esto tiene que ser así, hacerlo en tantos días y tanto metraje y tanto tal". Si digo sí, ya lo hago. Si digo no, pues no lo hago. Pero entonces no hubiera hecho cine. Nunca lo hubiera hecho."
Amando de Ossorio 

Una sola película, Pasión prohibida (1980) protagonizada por el mito erótico de la época Susana Estrada, consta como único coqueteo de Ossorio con las corrientes del Cine «S», radicando el único interés del director para realizar este producto en el hecho de que los exteriores estaban localizados en un pueblo del noroeste peninsular llamado Camariñas, ubicado en Galicia, su tierra natal. 
Su última película como realizador fue una coproducción hispano-estadounidense de terror impulsada por el productor José Frade. Retirado de Televisión Española, donde había sido trasladado en diciembre de 1980 tras la desaparición del NO-DO, Ossorio le entregó el guion de Serpiente de mar (1984). Con largas sesiones de rodaje, clima húmedo y la complicada ejecución de ciertos planos dañaron su salud. Poco antes de terminar su labor como director sufrió un ataque al corazón y, poco tiempo después, durante el rodaje empezó a padecer de artritis.
Durante los últimos años de su vida Amando de Ossorio trabajaba en guiones que ya no rodará. Falleció el 13 de enero de 2001.

## Filmografía
- La bandera negra (1956)
- La tumba del pistolero (1964)
- I tre del Colorado (Rebeldes en Canadá) (1966)
- Pasto de fieras (1967)
- La niña del patio (1967)
- Arquitectura hacia el futuro (1967)
- Escuela de enfermeras (1968)
- Malenka (1969)
- La noche del terror ciego (Tombs of the Blind Dead) (1971)
- La noche de los brujos (1973)
- Centro nacional de promoción profesional (1973)
- Boda en Lagartera (1973)
- El ataque de los muertos sin ojos (Return of the Blind Dead) (1973)
- Las garras de Lorelei (1974)
- El buque maldito (The Ghost Galleon) (1974)
- La noche de las gaviotas (Night of the Seagulls) (1975)
- La endemoniada (1975)
- Las alimañas (1976)
- Pasión prohibida (1980)
- Serpiente de mar (1984)

## Premios
Medallas del Círculo de Escritores Cinematográficos
| Año  | Categoría          | Película         | Resultado |
| ---- | ------------------ | ---------------- | --------- |
| 1955 | Mejor cortometraje | Noche de embrujo | Mención   |